# Freddie Prinze
Freddie James Prinze (22. června 1954 New York, USA – 29. ledna 1977 Los Angeles, USA), rodným jménem Frederick Karl Pruetzel, byl americký herec a komik.

## Dětství a kariéra
Narodil se v New Yorku do rodiny Edwarda Karla Pruetzela (německy Prützel), německého imigranta, který do USA přicestoval jako dítě v roce 1934, a Marie de Gracia Pruetzelové původem z Portorika. Od dětství se věnoval baletu, několik let studoval drama a balet na LaGuardia High School of Performing Arts, kterou nedokončil, neboť objevil své nadání pro komedii. Studia v posledním ročníku zanechal a začal působit jako stand-up komik v několika klubech v New Yorku, následně si nechal změnit své příjmení na Prinze. V roce 1973 se coby mladý nadějný komik objevil jako host v pořadu The Tonight Show Starring Johnny Carson, což se pro něj stalo průlomem v kariéře. V průběhu následujícího roku hostoval v různých televizních pořadech a od září 1974 působil až do své smrti v lednu 1977 v titulní roli Chica Rodrigueze v sitcomu Chico and the Man.

## Osobní život a smrt
V říjnu 1975 se oženil s Katherine Cochranovou a v březnu 1976 se jim narodil jediný syn Freddie Prinze Jr. V listopadu 1976 byl Prinze zadržen kvůli řízení pod vlivem sedativ a o několik týdnů později jeho manželka požádala o rozvod. Tato žádost prohloubila deprese, kterými Prinze trpěl. V noci z 27. na 28. ledna 1977, během návštěvy jeho manažera, zavolal ze svého bytu v Los Angeles na rozloučenou svým rodičům a ženě (již několikrát před tím vyhrožoval svým blízkým sebevraždou) a zastřelil se; zemřel v nemocnici hodinu po půlnoci 29. ledna po rozhodnutí rodiny o odpojení od přístrojů. Před svým činem zanechal vzkaz na rozloučenou. Prinzova smrt byla označena za sebevraždu, nicméně porota roku 1983 v civilním procesu, iniciovaném jeho matkou, manželkou a synem, rozhodla, že jeho smrt byla náhodná a vyvolaná medikací. Následovalo mimosoudní vyrovnání s Prinzovým psychiatrem a lékařem kvůli tomu, že mu umožnili pořídit si pistoli, a kvůli nadměrnému předepisování sedativa Quaalude.

## Odkaz
Prinzova matka napsala v roce 1978 o svém synovi knihu The Freddie Prinze Story. V roce 1979 byl o Freddiem Prinzovi natočen biografický televizní film Can You Hear the Laughter? The Story of Freddie Prinze, kde jej ztvárnil Ira Angustain. Jeho život a smrt hrají hlavní roli v jedné z příběhových linek v celovečerním snímku Sláva (1980). Roku 2004 získal hvězdu na Hollywoodském chodníku slávy.